# Jacek Tomczak
Jacek Tomczak (Śrem, 5 marzo 1990) è uno scacchista polacco.
Ha ottenuto il titolo di Maestro internazionale nel 2007 e di Grande maestro nel 2012.
Ha vinto il campionato polacco giovanile in varie categorie d'età. Nel 2006 ha vinto a Batumi con 9 /11 il campionato del mondo giovanile U16.
Nel 2013 ha vinto la medaglia di bronzo (nella classifica a squadre) delle Universiadi estive di Kazan' e ha vinto il torneo open di Poznań. Nel 2015 ha vinto la medaglia di bronzo del campionato polacco individuale a Poznań.
Ha rappresentato la Polonia in tornei a squadre, tra cui: nel 2018 alle Olimpiadi di Batumi, nel 2013 al campionato europeo a squadre e nel 2008 al campionato europeo juniores a squadre (U18 - medaglia d'oro di squadra).
Ha ottenuto il suo più alto rating FIDE in marzo 2019, con 2635 punti Elo.